# Saint-Étienne-de-Tinée
 Saint-Étienne-de-Tinée  (en occitano Sant Estève de Tiniá) es una población y comuna francesa, en la región de Provenza-Alpes-Costa Azul, departamento de Alpes Marítimos, en el distrito de Niza y cantón de Saint-Étienne-de-Tinée.

## Demografía
| 1505 | 1549 | 1700 | 1780 | 1783 | 1528 |
| Para los censos de 1962 a 1999 la población legal corresponde a la población sin duplicidades (Fuente: INSEE [Consultar]) |      |      |      |      |      |